# Stichonodon insignis
Stichonodon insignis är en fiskart som först beskrevs av Steindachner, 1876.  Stichonodon insignis ingår i släktet Stichonodon och familjen Characidae. Inga underarter finns listade i Catalogue of Life.